# Rio Tracunhaém
O rio Tracunhaém é um curso de água que nasce no estado de Pernambuco, no Brasil. Tem
extensão de aproximadamente 115 km e drena parte da bacia do rio Goiana, do qual é seu afluente no nordeste do estado. Seus principais afluentes são, rio Orobó, riacho Pagé, rio Ribeiro, riacho Paissandu, rio Acaú, riacho Gabio, rio Itapinassu, rio Caraú, riacho Banana, rio Mulungú, rio Tiúma, riacho Boqueirão, rio Água Torta, riacho També, riacho Seridó, riacho Pindoba, rio Cruangi e rio Siriji.
A sub-bacia do rio Tracunhaém banha os municípios de Casinhas, Orobó, Bom Jardim, João Alfredo, Machados, Limoeiro, Lagoa do Carro, Buenos Aires, Carpina, Tracunhaém, Nazaré da Mata, Araçoiaba, Itaquitinga, Igarassu, Condado e Goiana, no sentido nascente-foz. A área ao redor do rio é utilizada em diversos usos, como por exemplo em áreas da Usina Santa Teresa.